# Salacia rehmannii
Salacia rehmannii är en benvedsväxtart som beskrevs av Schinz. Salacia rehmannii ingår i släktet Salacia och familjen Celastraceae. Inga underarter finns listade.

## Bildgalleri

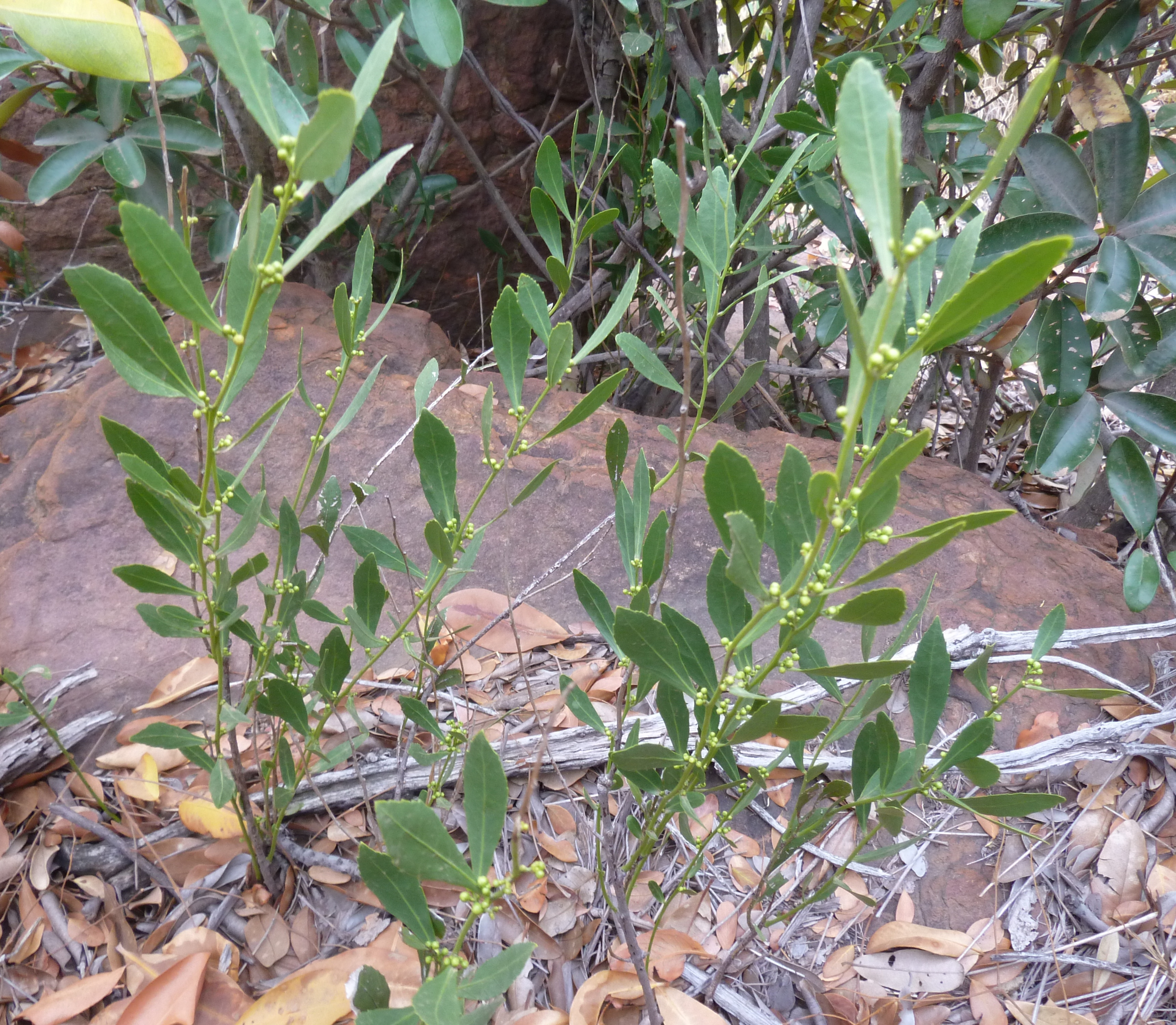
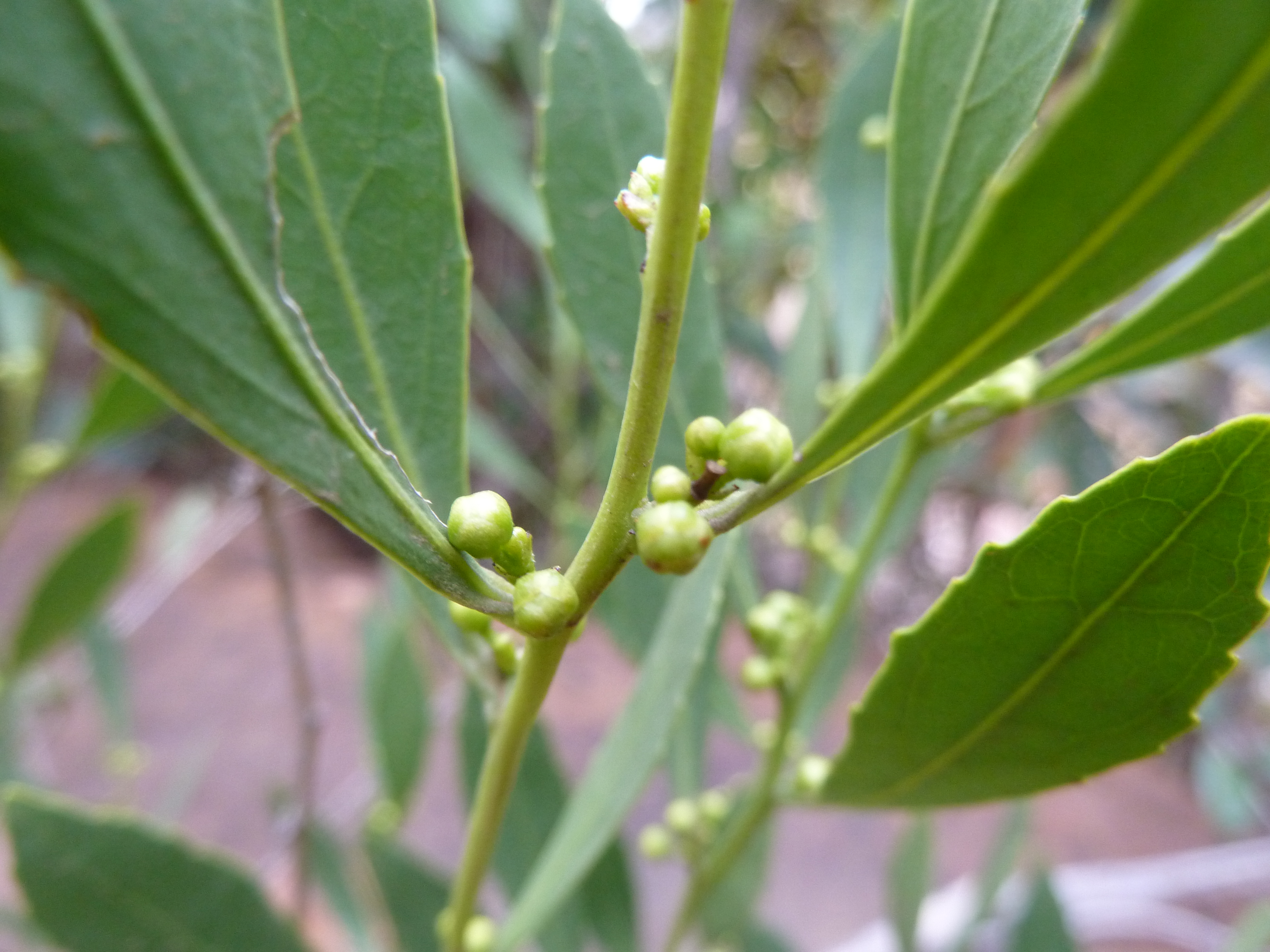